# Signaletik
Signaletik (von französisch signalétique, dt. kennzeichnend) dient der räumlichen Orientierung von Menschen in einem komplexen Gebäude oder Areal wie beispielsweise einem Flughafen, einem Bahnhof, einem größeren Bürogebäude oder einer Schule.
Für ein gutes Signaletiksystem müssen verschiedene Aspekte wie Architektur, Design, Farbenlehre, Psychologie, Sinneswahrnehmung und kulturelle Prägung berücksichtigt werden.

## Geschichte
Das erste bekannte Beispiel für angewandte Signaletik im öffentlichen Raum war das in den 1920er Jahren entwickelte Farbleitsystem von Max Burchartz im Hans-Sachs-Haus in Gelsenkirchen. Das vom Bauhaus beeinflusste System, hier stellvertretend genannt Johannes Itten in der Farblehre und Hinnerk Scheper Farbgestalter und Wandmaler, führte mit großen Farbflächen in Primärfarben durch das Gebäude. Nachdem es in der Zeit nach dem Zweiten Weltkrieg komplett übermalt worden war, wurde es in den 1990er Jahren teilweise rekonstruiert. Im Zuge des Neubaus des Gebäudes um 2010 wurde jedoch auch die Rekonstruktion zerstört. 

## Anwendungen
Der Typograf Adrian Frutiger entwickelte Schriften wie die Univers und die Frutiger, die wegen ihrer hohen Lesbarkeit weltweit erfolgreich in Leitsystemen eingesetzt werden.
Der Grafiker Otl Aicher entwickelte die hauptsächlich aus Piktogrammen bestehende Signaletik der Olympischen Sommerspiele 1972 von München. Die Zeichen, die auf sehr einfache und verständliche Art alle olympischen Sportarten darstellen, werden teilweise bis heute verwendet.
Die Designer Anton Stankowski und Rolf Müller entwickelten für das Stadthaus in Bonn neben einem Farbleitsystem „eine Gesamtgestaltung mit wegbegleitenden Stelen (Stankogramme), Hinweisschildern, Etagenziffern und weiteren Informationselementen“.
1996 starben bei einem Großbrand im Flughafen Düsseldorf 17 Menschen. Nicht zuletzt waren unklare Beschilderungen und fehlende Hinweise auf Fluchtwege daran schuld. Für den neugestalteten Flughafen entwickelte der deutsche Grafiker Erik Spiekermann ein Leitsystem, das durch hohe Verständlichkeit Sicherheit garantieren soll.
Der niederländische Grafiker Paul Mijksenaar entwickelte Leitsysteme für den Flughafen Schiphol sowie für den John F. Kennedy International Airport in New York. Seine Arbeiten gelten als Musterbeispiele für moderne und funktionale Leitsysteme.

### Orientierungsdesign
Eine Anwendung findet die Signaletik in der noch jungen Designdisziplin des Orientierungsdesigns, die sich mit der nutzerbezogenen Führung beschäftigt.

### Signaletik als Amokprävention an Schulen
In jüngerer Zeit wurden immer mehr Schulen in Deutschland mit Farbleitsystemen ausgestattet, welches vom Designer Dejan Pavlovic seit 2009 entwickelt und betreut wird. Neben der Orientierungshilfe für Schüler, Lehrkräfte, Eltern und Schulfremde, soll dieses System, im Falle eines Notfalles, wie eines Amoklaufes oder Brandes, insbesondere den Rettungskräften durch einfache und schnelle Orientierung helfen, den konkreten Einsatzort innerhalb der Schule rasch zu finden.
Bei vergangenen Amokläufen und anderen Rettungseinsätzen an Schulen hatte sich immer wieder gezeigt, dass sich die Orientierung von Einsatzkräften in fremden Schulen als durchaus schwierig erweist. Dies liegt und lag vornehmlich an verwinkelten Fluren und unterschiedlichen Gebäudekomplexen, aber auch an nicht fortlaufenden Raumnummern und für Schulfremde im ersten Moment nicht logisch erscheinenden Stockwerksbenennungen, wie beispielsweise einem Haupteingang, der in den 1. Stock mündet. Weiterhin befinden sich die Raumkennzeichnungen an den ausgestatteten Schulen auch innerhalb des Raumes an der Tür, damit ein effektiver Notruf der Menschen innerhalb des Raumes abgesetzt werden kann.

## Abgrenzungen
Ein Straßenverkehrsleitsystem gehört nicht zur Lehre der Signaletik, denn letztere hat als Anforderung, dass sie ohne Vorkenntnisse interpretiert und verstanden werden kann. Bei Verkehrssignalen ist diese Anforderung nicht erfüllt, denn jeder Verkehrsteilnehmer muss die verschiedenen Signale und deren Bedeutung lernen und kennen. Wohl aber kann ein Parkleitsystem die Bedingung der freien Interpretierbarkeit erfüllen.
Der Begriff Digital Signage bezeichnet vor allem komplexere Präsentationstechniken vernetzter (audio-)visueller Informationssysteme, deren Inhalte programmgesteuert und teils interaktiv sind und der Didaktik auf Ausstellungen dienen können oder etwa Infotainment darstellen. Die Signaletik kann sich ebenfalls solcher Bildschirme und Projektorpräsentationen bedienen.